# الشريمة (تعز)
الشريمه هي إحدى قرى جمهورية اليمن. وهي تتبع جغرافيًا لمحافظة تعز. وإداريًا لمديرية مقبنة. يبلغ تعداد سكانها 3361 نسمة حسب الإحصاء الذي جرى عام 2004.